# Lepidoblepharis emberawoundule
Espèce
Lepidoblepharis emberawoundule est une espèce de geckos de la famille des Sphaerodactylidae.

## Répartition
Cette espèce est endémique du Panama.

## Publication originale
- Batista, Ponce, Veselý, Mebert, Hertz, Köhler, Carrizo & Lotzkat, 2015 : Revision of the genus Lepidoblepharis (Reptilia: Squamata: Sphaerodactylidae) in Central America, with the description of three new species. Zootaxa, no 3994 (2), p. 187–221.